# Dexia hyala
Dexia hyala är en tvåvingeart som beskrevs av Walker 1849. Dexia hyala ingår i släktet Dexia och familjen parasitflugor.
Artens utbredningsområde är Frankrike. Inga underarter finns listade i Catalogue of Life.